# Den Hauchske Gård
Den Hauchske Gård er en bygning placeret i Sct. Mogens Gade 7 i Viborg. Den er opført omkring år 1520 som adelig bygård. Ved den store brand i 1726 led bygningen lidt skade, og den blev istandsat i 1740 af Johann Gottfried Hödrich. Bygningen har været fredet siden 1919.
Bygningen er navngivet efter ejerfamilien fra omkring år 1800. Arkitekten Thomas Havning købte i 1965 "Den Hauchske Gård" af arvingerne til arkitekten Søren Vig-Nielsen. Efter en omfattende ombygning og renovering, flyttede Havning ind i 1967. Han boede i bygningen til sin død i 1976.